# 코볼트

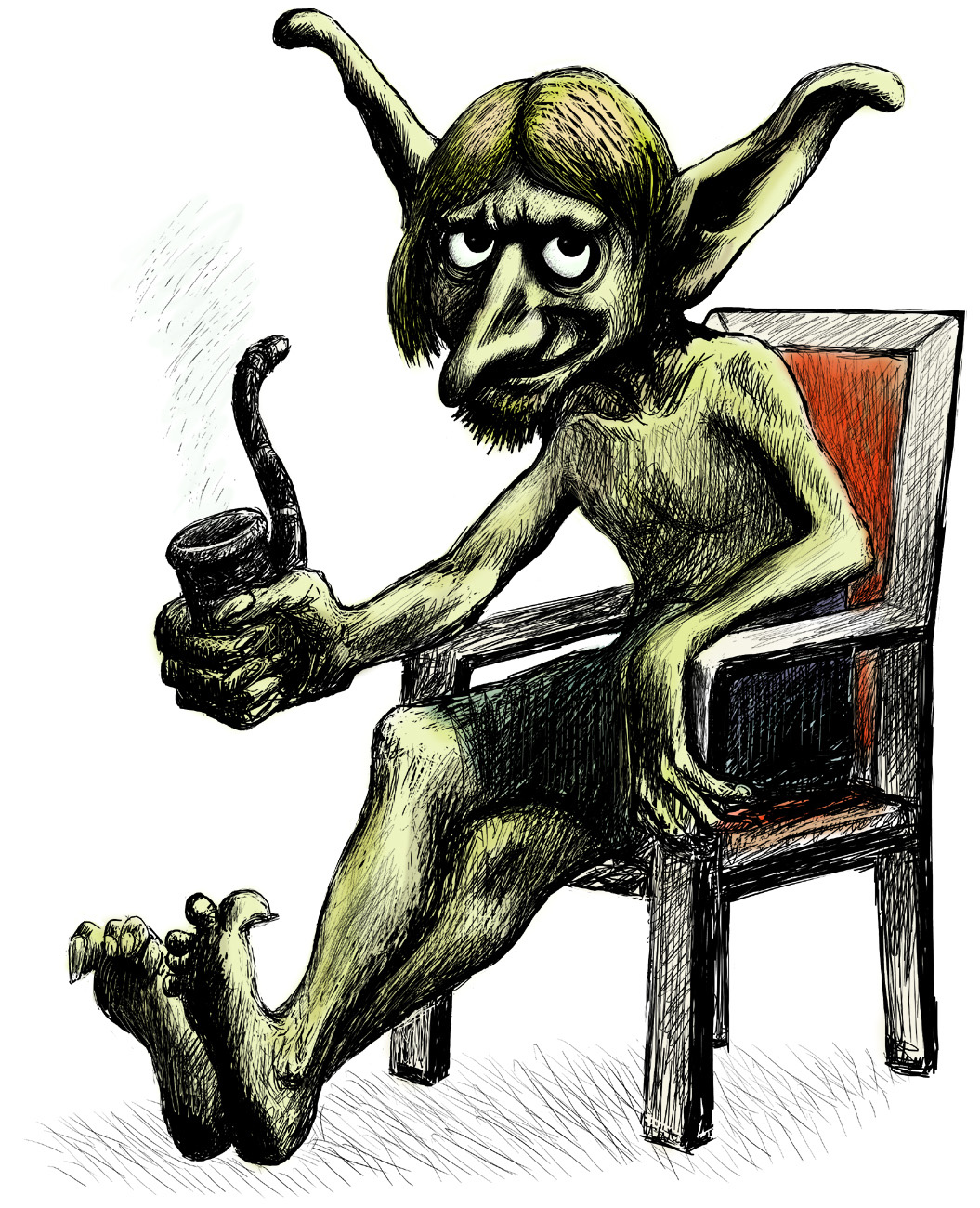
코볼트.

코볼트(독일어: Kobold)란 독일의 광산에서 산다고 알려진 상상 속의 난쟁이이다.

## 특징
코볼트는 은광의 광부를 괴롭히기 위해 온갖 노력을 기울인다고 알려져 있다. 구덩이를 파고, 돌을 떨어트리며, 폭발을 일삼기도 해서 광부들은 코볼트를 두려워했다. 또한 때때로 은을 마술 금속과 섞었는데 이야기에 따르면 이것이 코발트라고 알려져 있다.
크기는 고블린과 비슷하며 피부색은 짙은 이끼색깔과 잿빛이 섞인 색깔이며 금은보화를 좋아하여 인간을 상대로한 노략질을 좋아한다. 비슷한 종족인 고블린과는 상하관계이며 서로 적대는 없다.

## 같이 보기
- 그렘린